# لويزة
لويزة (الاسم العلمي: Aloysia) (وأحيانا تسمى خطأ بالمليسة) هي جنس نباتي يتبع فصيلة اللويزية من رتبة الشفويات.